# Штубайталь (долина)
47°10′00″ пн. ш. 11°19′00″ сх. д. / 47.1667° пн. ш. 11.3167° сх. д.
Долина Штубай або Штубайталь — альпійська долина в Тіролі, Австрія. Це центральна долина Штубайських Альп. По долині протікає річка Руец.
Ця долина довжиною 35 км тягнеться в північно-східному напрямку від головного ланцюга Альп до Шенберга в Штубайталі, поблизу Інсбрука. Нижче Фульпмеса села лежать на терасах над Руецем по обидва боки річки. На південь від Нойштіфт-ім-Штубайталь із заходу приєднується найбільша бічна долина Обербергталь. ÖBB управляє гідроелектростанцією потужністю 16 МВт у Фульпмесі.

Штубайталь і льодовик Штубай в Тіролі, Австрія

Наступні п'ять муніципалітетів розташовані в долині: Шенберг-ім-Штубайталь, Мідерс, Тельфес, Фульпмес і Нойштіфт-ім-Штубайталь. Громадський транспорт з Інсбрука в долину доступний через автобусний маршрут Stubaital або залізницю Stubai Valley Railway, яка курсує з Інсбрука до Фульпмеса.
У кінці долини Штубайталь льодовик Штубай використовується як гірськолижний курорт.